# Olympische Sommerspiele 2004/Teilnehmer (Sambia)
| Gelbes Symbol für Goldmedaillen mit stilisierten Olympischen Ringen | Graues Symbol für Silbermedaillen mit stilisierten Olympischen Ringen | Braundes Symbol für Bronzemedaillen mit stilisierten Olympischen Ringen |
| ------------------------------------------------------------------- | --------------------------------------------------------------------- | ----------------------------------------------------------------------- |
| —                                                                   | —                                                                     | —                                                                       |

Sambia nahm an den Olympischen Sommerspielen 2004 in der griechischen Hauptstadt Athen mit sechs Sportlern, zwei Frauen und vier Männern, teil.

## Teilnehmer nach Sportarten

### Boxen
- Davis Mwale
Halbweltergewicht (bis 64 kg) Männer: Achtelfinale

- Ellis Chibuye
Weltergewicht (bis 69 kg) Männer: Qualifikation

### Leichtathletik
- Prince Mumba
800 Meter Männer: Vorläufe

- Carol Mokola
100 Meter Frauen: Vorläufe

### Schwimmen
- Chisela Kanchela
100 Meter Brust Männer: Vorläufe

- Jakie Wellman
50 Meter Freistil Frauen: Vorläufe